# HD 88981
HD 88981，又名CP-65 1273，SAO 250880、HR 4025，是一颗恒星，视星等为5.16，位于銀經288.01，銀緯-8.19，其B1900.0坐标为赤經10h 10m 40.8s，赤緯-65° -8.19′ 36″。